# Olympische Sommerspiele 2016/Teilnehmer (Tansania)
| Gelbes Symbol für Goldmedaillen mit stilisierten Olympischen Ringen | Graues Symbol für Silbermedaillen mit stilisierten Olympischen Ringen | Braundes Symbol für Bronzemedaillen mit stilisierten Olympischen Ringen |
| ------------------------------------------------------------------- | --------------------------------------------------------------------- | ----------------------------------------------------------------------- |
| —                                                                   | —                                                                     | —                                                                       |

Tansania nahm an den Olympischen Spielen 2016 in Rio de Janeiro teil. Es war die insgesamt 12. Teilnahme an Olympischen Sommerspielen. Das Tanzania Olympic Committee nominierte sieben Athleten in drei Sportarten.
Fahnenträger bei der Eröffnungsfeier war der Judoka Andrew Thomas Mlugu.

## Teilnehmer nach Sportarten

### Judo
| Athleten            | Wettbewerb | 1. Runde | 1. Runde | 2. Runde   | 2. Runde    | Viertelfinale | Viertelfinale | Halbfinale / Trostrunde | Halbfinale / Trostrunde | Finale / Platz 3 | Finale / Platz 3 | Rang |
| Athleten            | Wettbewerb | Gegner   | Ergebnis | Gegner     | Ergebnis    | Gegner        | Ergebnis      | Gegner                  | Ergebnis                | Gegner           | Ergebnis         | Rang |
| ------------------- | ---------- | -------- | -------- | ---------- | ----------- | ------------- | ------------- | ----------------------- | ----------------------- | ---------------- | ---------------- | ---- |
| Männer              |            |          |          |            |             |               |               |                         |                         |                  |                  |      |
| Andrew Thomas Mlugu | bis 73 kg  | Freilos  | Freilos  | J. Bensted | 000s0:100s0 | ausgeschieden | ausgeschieden | ausgeschieden           | ausgeschieden           | ausgeschieden    | ausgeschieden    | 17   |

### Leichtathletik
Laufen und Gehen
| Athleten             | Wettbewerb | Runde 1 | Runde 1 | Halbfinale | Halbfinale | Finale    | Finale | Rang |
| Athleten             | Wettbewerb | Zeit    | Rang    | Zeit       | Rang       | Zeit      | Rang   | Rang |
| -------------------- | ---------- | ------- | ------- | ---------- | ---------- | --------- | ------ | ---- |
| Frauen               |            |         |         |            |            |           |        |      |
| Sara Ramadhani       | Marathon   | –       | –       | –          | –          | 3:00:03 h | 121    | 121  |
| Männer               |            |         |         |            |            |           |        |      |
| Fabiano Joseph Naasi | Marathon   | –       | –       | –          | –          | 2:28:31 h | 112    | 112  |
| Saidi Juma Makula    | Marathon   | –       | –       | –          | –          | 2:17:49 h | 43     | 43   |
| Alphonce Felix Simbu | Marathon   | –       | –       | –          | –          | 2:11:15 h | 5      | 5    |

### Schwimmen
| Athleten          | Wettbewerb    | Vorlauf | Vorlauf | Halbfinale    | Halbfinale    | Finale        | Finale        | Rang |
| Athleten          | Wettbewerb    | Zeit    | Rang    | Zeit          | Rang          | Zeit          | Rang          | Rang |
| ----------------- | ------------- | ------- | ------- | ------------- | ------------- | ------------- | ------------- | ---- |
| Frauen            |               |         |         |               |               |               |               |      |
| Magdalena Moshi   | 50 m Freistil | 29,44 s | 67      | ausgeschieden | ausgeschieden | ausgeschieden | ausgeschieden | 67   |
| Männer            |               |         |         |               |               |               |               |      |
| Hilal Hemed Hilal | 50 m Freistil | 23,70 s | 49      | ausgeschieden | ausgeschieden | ausgeschieden | ausgeschieden | 49   |